# Siolmatra brasiliensis
Siolmatra brasiliensis là một loài thực vật có hoa trong họ Cucurbitaceae. Loài này được Célestin Alfred Cogniaux mô tả khoa học đầu tiên năm 1878 dưới danh pháp Alsomitra brasiliensis. Năm 1885, Henri Ernest Baillon chuyển nó sang chi Siolmatra.

## Phân bố
Loài bản địa tây bắc Argentina, Bolivia, Brasil, Paraguay, Peru.